# Palazzo Molinari
Il palazzo Molinari è un edificio storico situato a Mirandola, in provincia di Modena. Edificato in via Fulvia da Correggio, all'angolo con via Castelfidardo, il palazzo risale al XVI secolo.
Già sede delle Camicie nere e della Polizia di Stato, il palazzo ospita oggi la tenenza della Guardia di Finanza.

## Storia

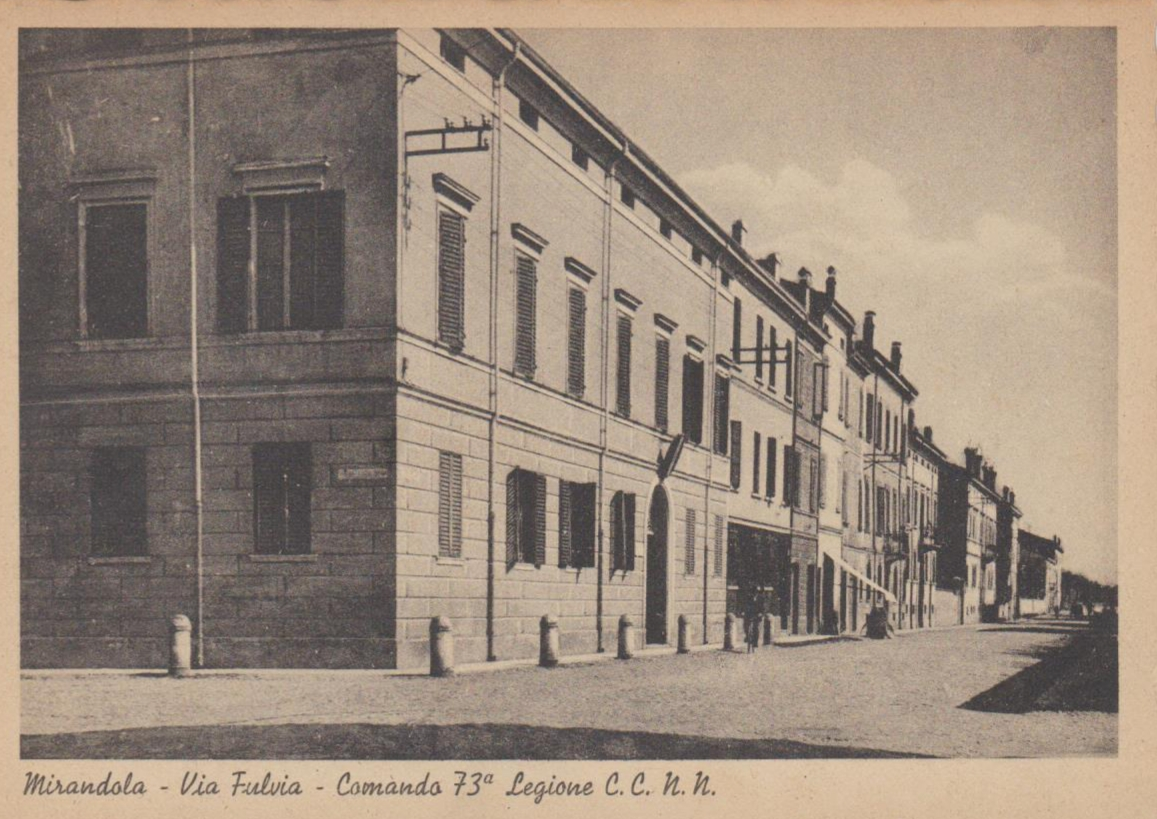
Il palazzo Molinari lungo la via Fulvia da Correggio

Il palazzo venne edificato già nel XVI secolo, come si nota nella mappa cinquecentesca della Mirandola realizzata da Gian Battista Pelori, iuxta Stratem Fulviam Terre Nove; si ipotizza sia stato commissionato dalla famiglia nobile del notaio Agazzi.
Nella seconda metà del XIX secolo, l'edificio venne acquisto da Domenico Molinari, le cui iniziali D.M. sono incise sulla volta del portone d'ingresso.
In epoca fascista fu sede del Comando della 73ª Legione "Matteo Boiardo" della Milizia Volontaria per la Sicurezza Nazionale (meglio note come Camicie nere) e della 1ª Legione ciclisti, comandata fino al 1927 da Temistocle Testa.
Dopo la fine della Seconda guerra mondiale e fino al maggio 2012 il palazzo ospitò il commissariato della Polizia di Stato che poi si spostò nel vicino palazzo Porta (già palazzo Friggieri) sull'altro lato di via Castelfidardo, in attesa del completamento della ristrutturazione della nuova sede nel palazzo ex GIL.
Completata la ristrutturazione postsismica, costata circa 1,3 milioni di euro, il palazzo è stato dato in uso alla tenenza di Mirandola della Guardia di Finanza, che il 15 novembre 2021 è stata inaugurata e intitolata alla memoria del maresciallo Paolo Boetti, finanziere originario di Finale Emilia e medaglia d'oro al valor civile per aver salvato centinaia di ebrei perseguitati dal nazifascismo.

## Architettura
Il palazzo si presenta a due piani fuori terra, separati da due marcapiani orizzontali, con finestre rettangolari e facciate sobrie. Il piano terra, separato dalla carreggiata tramite dissuasori in marmo, è ornato da uno zoccolo e un bugnato isodomo alternato a corsi regolari e di uguali dimensioni; presenta due portoni d'ingresso a volta nel lato nord (da cui si accede agli uffici o al cortile tramite un loggiato a tre archi) e lato ovest (che accede anch'esso al cortile) con ai lati finestre munite di inferriate. Al piano nobile sono presenti finestroni più alti, mentre finestrini sottotetto sono posti in altro tra un marcapiano e appena sotto il cornicione.
Le stanze interne sono impreziosite da alcune decorazioni, mentre alcune sale, tra cui il salone principale, hanno i soffitti affrescati con mascheroni, fiori, uccelli e grottesche, realizzati dal pittore carpigiano Andrea Becchi (1851-1926).